# Un lenzuolo non ha tasche
Un lenzuolo non ha tasche (Un linceul n'a pas de poches) è un film del 1974 diretto da Jean-Pierre Mocky.
Il film, di produzione francese, è basato sul romanzo di Horace McCoy No pockets in a shroud.